# Класификация на организмите
Класификацията на организмите, наричана също биологична таксономия (от старогръцки: τάξις – „подреждане“, и -νομία – „метод“) или систематика, е научна област в биологията, занимаваща се с именуването, определянето на обхвата и категоризирането на групите организми на основата на споделяни от тях характеристики. Организмите се обединяват в групи, наричани таксони, които могат да имат определен таксономичен ранг. Групите с определен ранг могат да бъдат обединени в по-широки групи с по-висок ранг, като по този начин се образува таксономична йерархия. Главните рангове, използвани в съвременната класификация на организмите, са империя, царство, тип (или отдел в ботаниката), клас, разред, семейство, род и вид.
Основоположник на съвременната систематика на организмите е шведският ботаник от XVIII век Карл Линей, който разработва ранговата система за категоризиране и бинарната номенклатура за именуване на таксоните. С развитието на теорията, наличните данни и аналитичните техники на биологичната систематика, първоначалната система на Линей се развива в съвременната таксономия, която се стреми да отразява еволюционните връзки между съвременните и изчезналите организми въз основа на филогенията. Съвременните правила при назоваване на организмите се определят от Международен кодекс на зоологическата номенклатура и Международен кодекс на ботаническата номенклатура.

## История
Именуването и класифицирането на окръжаващата хората среда вероятно започва още с появата на езика. Различаването на отровни от ядивни растения е ключово за оцеляването на човешките общности. Първите по-конкретни сведения са илюстрации на лечебни растения в древноегипетски стенописи от средата на II хилядолетие пр. Хр., които показват разбирането за различната употреба на различни видове растения и наличието на първична таксономия.
Първата известна днес подредба на различни животни в проста йерархична система е създадена от древногръцкия философ Аристотел (384 – 322 г. пр. Хр) по време на негов престой на остров Лесбос. Той класифицира организмите по техните „части“ – в съвременна терминология атрибути – като това дали са живораждащи, имат четири крака, снасят яйца, имат кръв или са топлокръвни, като ги разделя на две големи групи – растения и животни. Някои от дефинираните от Аристотел групи, като големите категории животни Безкръвни (в днешна терминология Безгръбначни) и Кръвни (Гръбначни), както и групите на акулите и китовете, намират приложение и в съвременните класификации. Аристотеловият ученик Теофраст (370 – 285 г. пр. Хр.) продължава тази традиция, описвайки около 500 растения и тяхната употреба, като част от описаните от него категории също се използват и в наши дни, например групите на дряна, минзухара и нарциса.
През Средновековието западната таксономия като цяло следва системата на Аристотел, с някои допълнения, отнасящи се за философската и екзистенциална йерархия на живите същества. Това включва концепции, като „великата верига на битието“ в схоластичната традиция, която следва Аристотеловия модел на класифициране на целия свят в „природна стълбица“ (scala naturae). Приноси към таксономията имат автори като Прокопий Кесарийски, Тимотей от Газа, Деметрий Пепагомен и Тома Аквински, като повечето средновековни автори се стремят към абстрактни философски обобщения, а не към практически насочена категоризация.
В началните етапи на Научната революция класификацията на организмите започва да става по-задълбочена и все по-често започва да ревизира класическите антични текстове. За това допринася разработването на по-прецизни оптични уреди, които дават възможност за по-детайлни наблюдения на морфологията на организмите. Един от първите автори, възползвали се от това развитие на техниката, е италианският лекар Андреа Чезалпино (1519 – 1603), наричан понякога „първия таксоном“. Неговият основен труд „За растенията“ излиза през 1583 година и описва над 1500 растителни вида. Две големи растителни групи, дефинирани за пръв път от него, все още се използват и днес – сложноцветните и кръстоцветните. През XVII век в областта на таксономията активно работи англичанинът Джон Рей (1627 – 1705), чиято „Нов метод за растенията“ (1682) включва подробности за повече от 18 хиляди растителни вида. Той създава най-сложната класификация до този момент, категоризирайки растенията по съчетанието на множество характеристики. Следващият по-значим таксономичен труд е „Устройство на растителното царство“ (1700) на французина Жозеф Питон дьо Турнфор (1656 – 1708), който описва 9 хиляди вида в 698 рода и оказва силно влияние върху Карл Линей, който учи по книгата като студент.
Шведският ботаник Карл Линей (1707 – 1778) поставя началото на съвременната таксономия. С първото издание на своя основен труд „Система на природата“ през 1735 година и с разширеното му десето издание през 1758 година той извършва истинска революция в систематиката на организмите. Книгата му включва стандартизирана бинарна номенклатура на видовете животни и растения, която се доказва като елегантна алтернатива на дотогавашната хаотична и неорганизирана таксономична литература. Той не само дефинира стандартни таксономични рантове – клас, разред, род и вид – но и дава възможност за идентифициране на растенията и животните, например въз основа на дребните елементи на растителните цветове. Така е създадена системата на Линей, която се използва и в наши дни с незначителни модификации.
Съвременните таксономи разглеждат труда на Линей (изданието от 1753 година за растенията и това от 1758 година за животните) като „начална точка“ за валидните наименования на таксони. С малки изключения (например паяците, описани в „Свенска Спиндлар“ през 1757 година) наименованията, публикувани пред тези дати, се наричат „предлинееви“ и не се смятат за валидни, дори когато са публикувани от самия Линей.
Напредък в класификацията е системата на французина Жан-Батист Ламарк (1744 – 1829), който разделя животните на безгръбначни и гръбначни. Безгръбначните животни разделя на 10 класа. Неговата система е много по-правилна от системата на Линей в разпределението на безгръбначните животни. Много съществено е това, че Ламарк обединява 14-те класа животни в 6 степени според степента на тяхната организация. Според него всяка степен отразява етап в развитието на животните. Класификацията на Жорж Кювие (1769 – 1832) увеличава класовете на безгръбначните животни и създава големи групировки, които по-късно наричат типове. Кювие обаче, като привърженик на постоянството на видовете, разглежда своите типове като независими планове на организация, между които няма и не е имало връзка. Карл Фридрих Вилхелм Клаус през 1868 г. разделя животните на 8, а по-късно на 9 типа.
Съвременните филогенетични принципи на класификацията се развиват след създаването на теорията на еволюцията от англичанина Чарлз Дарвин (1809 – 1882).

## Съвременна система на класификация
Всеки организъм се смята за принадлежащ към неопределен брой таксони с последователно намаляващ ранг. Видовете в един таксон имат общи прилики (характери), а степента на сходство между видовете се увеличава с намаляващия ранг. Традиционните първични рангове по намаляващ ред са следните (в скоби са посочени латинските наименования):
- империя (domain)
- царство (regnum)
- тип, отдел (phylum, divisio)
- клас (classis)
- разред (ordo)
- семейство (familia)
- род (genus)
- вид (species)

Основният ранг в йерархията е видът. Всеки организъм принадлежи към един (и само един) вид, всеки вид принадлежи към един (и само един) род, и т.н. за всички първични рангове. (Тип и отдел отговарят на един и същ ранг в йерархията, но е прието тип да се използва само в зоологията, а отдел за всичко останало.)
Освен първичните съществуват и други рангове като триб (на латински: tribus – родов вид) между семейство и род или (в ботаниката) разновидност (varietas) и форма (forma) под вид. Също така се използват допълнителни рангове, формирани чрез представките под- или над- (sub- или super-/supra-). За разлика от първичните, тези рангове не са задължителни и се ползват само в случай на нужда.
Класификацията на организмите не е неизменна. Научни открития, като ДНК анализ на генома, налагат промени както в йерархията, така и в самите рангове. Повечето (но не всички) биолози днес приемат т.нар. империя (imperium, англ. domain) като най-висш ранг. Сегашната система поставя бактериите, археите и еукариотите в собствени империи. (Империята Еукариоти съдържа царствата Протиста, Гъби, Растения и Животни.) Често не може да се постигне споразумение и по-долу в йерархията, и различни учени защитават различни имена и структури в йерархията. Това води до многобройни несъвместими таксономии из научната литература. Модерните подходи (монофилетични (филогенетично еднозначни) таксони, ДНК анализ) донякъде премахват проблема на своеволната „неестествена“ класификация, но поради несъвършенството на днешните методи за филогенетичен анализ, всъщност по-скоро се измества причината за спорове по систематиката.
Днес животните се разделят на три подцарства (подцарство Спонгии, подцарство Протозои и подцарство Същински многоклетъчни животни).
Биологичен тип, клас, разред, семейство, род и вид
Типът е най-голямата систематична категория в животинския свят. Животните от всеки тип се подразделят на класове, последните в разреди, семейства, родове и видове. Когато групите животни, които влизат в дадена по-голяма групировка, са повече и са много разнообразни, налагат се и междинни поделения. Такива поделения са подтипове, надкласове и подкласове, надразреди и подразреди, надсемейства и подсемейства. В някои случаи се налага образуване на още по-малки систематични групировки. Такива са подвид, разновидност или раса, вариетет, форма и т.н.
Всяка група животни, която се отнася към дадена систематична категория, се характеризира с определени белези. Групите животни, които спадат към различни систематични категории, се различават по известни белези, които съответно се наричат видови белези, родови белези, белези на семейства, на класове и т.н.
Систематичните групировки показват и родството на включените в тях организми. Животните в по-низшите систематични категории са по-близко родствени, отколкото животните в по-големите систематични групи. Систематичните категории са израз на общ произход. Самата класификация е отражение на „родословното дърво“ на животните, макар че нямаме напълно естествена класификация, особено за безгръбначните животни. Родствените връзки между някои класове на безгръбначните животни са още неясни.
Биологичният вид
Видът е основна систематична категория. Всички групировки, по-големи от вида, се наричат висши категории, а по-малките – низши.
Дълго време видовете са смятани за неизменни, а броят им за постоянен. Такова е и първоначално схващането на Линей. По-късно в някои свои трудове той описва случаи на преминаване на един вид в друг, правил е опити да коригира своите разбирания и да ги съгласува с разпространяващата се по това време идея за еволюция на организмите. Но открито въпросът за произхода на видовете се поставя от Ламарк. Дарвин след Ламарк вече окончателно унищожава догмата за постоянството на видовете. Днес дефинираме вида като сбор от индивиди, които не се различават повече, отколкото малките на една двойка родители. Индивидите на всеки вид се отличават от индивидите на всички останали видове по устройство, физиологични особености и начин на живот. Индивидите на даден вид обикновено заемат непрекъсната и определена географска област.
Систематическите названия на животинските видове се дават на латински с две имена – двойна или бинарна номенклатура. Първото име е родовото. То се дава като съществително и се пише с главна буква. Второто име е видово. То е прилагателно и се пише с малка буква. В систематичните работи зад видовото име се пише съкратено и името на учения, който е описал вида (напр. Fuglena viridis Ehrbg).
Когато видът има няколко подвида, зад видовото име се прибавя трето име, с което се означава подвидът. Така например нашият обикновен малариен комар е подвидът Anopheles maculipennis typicus. От същия вид (Anopheles maculipennis) в България има и други подвидове. Такива са А. maculipennis messeae, А. maculipennis atroparvus.
Когато известни индивиди на даден вид се отличават по един или няколко незначителни белега от останалите индивиди на вида и се срещат заедно с тях, се приемат за форми, например Entamoeba histolytica forma minima.
Латински имена имат и всички по-висши систематични категории, като семействата, разредите, класовете и типовете.

## Научно наименование на видовете
Линей въвежда и двойното наименование на видовете, където първата дума е името на рода, а втората е т.нар. характерен епитет, който определя вида. Такива имена за назоваване на видовете са общоприети в научната сфера. Те се пишат на латински (поне що се отнася до азбуката и граматиката – някои наименования произлизат от други езици) – родът е с главна буква, а епитетът – с малка, като обикновено се поставят в курсив.
Пример за човека:
| Империя      | Eukaryota (Еукариоти)              |
| Царство      | Animalia (Животни)                 |
| Подцарство   | Eumetazoa (Същински многоклетъчни) |
| Надтип       | Deuterostomia (Вторичноустни)      |
| Тип          | Chordata (Хордови)                 |
| Подтип       | Vertebrata (Гръбначни)             |
| Инфратип     | Gnathostomata (Челюстни)           |
| Надклас      | Tetrapoda (Четирикраки)            |
| Клас         | Mammalia (Бозайници)               |
| Подклас      | Theria (Живородни бозайници)       |
| Инфраклас    | Placentalia (Плацентни)            |
| Надразред    | Euarchontoglires                   |
| Разред       | Primata (Примати)                  |
| Подразред    | Haplorrhini (Маймуни)              |
| Инфраразред  | Simiiformes (Същински маймуни)     |
| Парвразред   | Catarrhini (Тесноноси маймуни)     |
| Надсемейство | Hominoidea (Човекоподобни маймуни) |
| Семейство    | Hominidae (Човекоподобни)          |
| Подсемейство | Homininae                          |
| Триб         | Hominini                           |
| Подтриб      | Hominina                           |
| Род          | Homo (Хора)                        |
| Вид          | Homo sapiens (Разумен човек)       |
| Подвид       | Homo sapiens sapiens               |

Ако един вид е подразделен, често се използват тройни имена, например Testudo hermanni boettgeri (най-често срещаната в България шипоопашата костенурка). В ботаниката, където има редица рангове под вид, е нужно и прибавянето на ранг (обикновено съкратен), например Astrophytum myriostigma subvar. glabrum.
От друга страна, ако контекстът позволява (например докато се говори за даден род или семейство), родът може да се съкращава. Например, ако се говори за костенурки, шипобедрената костенурка (Testudo ibera) може да се назове като T. ibera.
В редица източници към имената на видовете е прибавен и откривателят на вида, заедно с годината на откриване (научната публикация), например Testudo graeca Linnaeus, 1758 или Testudo ibera Pallas, 1814.

## Групови наставки
На таксоните с ранг, по-висок от род (genus), често се дават латински имена, произлизащи от т.нар. типичен род. Наставките, които се ползват при образуването на имената, зависят от царството и понякога от по-нисши таксони:
| таксон             | Растения | Алги      | Гъби       | Животни |
| ------------------ | -------- | --------- | ---------- | ------- |
| отдел/тип          | -phyta   | -phyta    | -mycota    |         |
| подтип             | -phytina | -phytina  | -mycotina  |         |
| клас               | -opsida  | -phyceae  | -mycetes   |         |
| подклас            | -idae    | -phycidae | -mycetidae |         |
| разред             | -ales    | -ales     | -ales      |         |
| подразред          | -ineae   | -ineae    | -ineae     |         |
| надсемейство       | -acea    | -acea     | -acea      | -oidea  |
| семейство          | -aceae   | -aceae    | -aceae     | -idae   |
| подсемейство       | -oideae  | -oideae   | -oideae    | -inae   |
| родов вид (tribus) | -eae     | -eae      | -eae       | -ini    |
| подвид (subtribus) | -inae    | -inae     | -inae      | -ina    |

## Класификация
| Карл Линей (1735) | Ернст Хекел 1866 | Едуар Шато (1925) | Херберт Коупланд (1938) | Роберт Уитъкър (1969) | Карл Воуз (1977) | Карл Воуз (1990) | Кавалиър-Смит (2004) |
| ----------------- | ---------------- | ----------------- | ----------------------- | --------------------- | ---------------- | ---------------- | -------------------- |
| (липсва)          | Протисти         | Прокариоти        | Монера                  | Монера                | Бактерии         | Бактерии         | Бактерии             |
| (липсва)          | Протисти         | Прокариоти        | Монера                  | Монера                | Археи            | Археи            | Бактерии             |
| (липсва)          | Протисти         | Еукариоти         | Протисти                | Протисти              | Протисти         | Еукариоти        | Протисти             |
| (липсва)          | Протисти         | Еукариоти         | Протисти                | Протисти              | Протисти         | Еукариоти        | Хромисти             |
| Растения          | Растения         | Еукариоти         | Растения                | Растения              | Растения         | Еукариоти        | Растения             |
| Растения          | Растения         | Еукариоти         | Растения                | Гъби                  | Гъби             | Еукариоти        | Гъби                 |
| Животни           | Животни          | Еукариоти         | Животни                 | Животни               | Животни          | Еукариоти        | Животни              |

За по-детайлна класификация вижте:
```
Съвременна класификация

  ├─o Царство 
Вируси
 (Virus) 
 
 
 
 
 
 
 
 
 
 
 
 
 
 
 
 
 
 
 
 
 
 
 
 
 
 → 
Класификация на вирусите

  ├─o Империя 
Прокариоти
 (Prokaryota)
  │ ├─o Царство 
Археа
 (Archaea) 
 
 
 
 
 
 
 
 
 
 
 
 
 
 
 
 
 
 
 
 
 
 
 → 
Класификация на археите

  │ └─o Царство 
Бактерии
 (Bacteria) 
 
 
 
 
 
 
 
 
 
 
 
 
 
 
 
 
 
 
 → 
Класификация на бактериите

  └─o Империя 
Еукариоти
 (Eukaryota)
    ├─o Царство 
Протисти
 (Protista) 
 
 
 
 
 
 
 
 
 
 
 
 
 
 
 
 
 
 
 → 
Класификация на протистите

    ├─o Царство 
Гъби
 (Fungi) 
 
 
 
 
 
 
 
 
 
 
 
 
 
 
 
 
 
 
 
 
 
 
 
 
 
 → 
Класификация на гъбите

    ├─o Царство 
Растения
 (Plantae) 
 
 
 
 
 
 
 
 
 
 
 
 
 
 
 
 
 
 
 
 → 
Класификация на растенията

    └─o Царство 
Животни
 (Animalia) 
 
 
 
 
 
 
 
 
 
 
 
 
 
 
 
 
 
 
 
 → 
Класификация на животните

      ├─o Клас 
Паякообразни
 (Arachnida)
      │ ├─o Разред 
Паяци
 (Araneae) 
 
 
 
 
 
 
 
 
 
 
 
 
 
 
 
 
 
 
 
 → 
Класификация на паяците

      │ └─o Разред 
Скорпиони
 (Scorpiones) 
 
 
 
 
 
 
 
 
 
 
 
 
 → 
Класификация на скорпионите

      ├─o Клас 
Насекоми
 (Insecta) 
 
 
 
 
 
 
 
 
 
 
 
 
 
 
 
 
 
 
 
 
 → 
Класификация на насекомите

      ├─o Клас 
Хрущялни риби
 (Chondrichthyes)
      │ └─o Надразред 
Акулообразни
 (Selachimorpha) 
 
 
 
 → 
Класификация на акулите

      ├─o Надклас 
Костни риби
 (Osteichthyes) 
 
 
 
 
 
 
 
 
 
 → 
Класификация на костните риби

      └─o Надклас 
Четирикраки
 (Tetrapoda)
        ├─o Клас 
Земноводни
 (Amphibia) 
 
 
 
 
 
 
 
 
 
 
 
 
 
 
 
 → 
Класификация на земноводните

        └─o Серия 
Амниота
 (Amniota)
          ├─o Клас 
Влечуги
 (Reptilia) 
 
 
 
 
 
 
 
 
 
 
 
 
 
 
 
 
 → 
Класификация на влечугите

          │ ├─o Надразред 
Динозаври
 (Dinosauria) 
 
 
 
 
 
 → 
Класификация на динозаврите

          │ └─o Надразред 
Лепидозаври
 (Lepidosauria)
          │ 
 
 └─o Подразред 
Змии
 (Serpentes) 
 
 
 
 
 
 
 
 
 
 → 
Класификация на змиите

          ├─o Клас 
Птици
 (Aves) 
 
 
 
 
 
 
 
 
 
 
 
 
 
 
 
 
 
 
 
 
 
 
 → 
Класификация на птиците

          │ └─o Разред 
Кокошоподобни
 (Galliformes) 
 
 
 
 → 
Класификация на кокошоподобните

          └─o Клас 
Бозайници
 (Mammalia) 
 
 
 
 
 
 
 
 
 
 
 
 
 
 
 → 
Класификация на бозайниците

            ├─o Разред 
Китоподобни
 (Cetacea) 
 
 
 
 
 
 
 
 
 
 → 
Класификация на китоподобните

            ├─o Разред 
Хищници
 (Carnivora) 
 
 
 
 
 
 
 
 
 
 
 
 → 
Класификация на хищниците

            └─o Разред 
Примати
 (Primates) 
 
 
 
 
 
 
 
 
 
 
 
 
 → 
Класификация на приматите
```